# 北西敏 (英國國會選區)
北西敏（英語：Westminster North），英國國會一自治市選區，包括大倫敦的西敏市北部。1983年首次設立，由保守黨的約翰·丹尼爾·惠勒出任議員，直到1997年選區被撤銷為止。2010年重置。
2010年大選中工黨的凱倫·巴克以43.9%選票勝出該區。